# Leopold Karl Goetz
Leopold Karl Goetz, auch Leopold Karl Götz und Leopold Carl Goetz (* 7. Oktober 1868 in Karlsruhe; † 2. April 1931 in Bonn) war ein deutscher altkatholischer Geistlicher und Professor für alt-katholische Theologie, Slawist sowie außerordentlicher Professor für Philosophie an der Universität Bonn.

## Leben

### Frühe Jahre
Nach dem Studium der alt-katholischen Theologie in Bonn wurde Goetz in Bern zum Lizentiaten promoviert und empfing 1891 die Priesterweihe. Im darauffolgenden Jahr wurde er zunächst Pfarrverweser, dann Pfarrer der alt-katholischen Gemeinde in Passau. Dort schrieb er eine Reihe von theologischen Arbeiten, vor allem zu kirchenrechtlichen Fragen. Auch die Auseinandersetzung mit der römisch-katholischen Kirche war Gegenstand seiner Schriften, und ein erstes größeres Werk galt bereits einem slawistischen Thema: 1897 veröffentlichte er eine Geschichte der Slavenapostel Konstantinus (Kyrillus) und Methodius.

### Theologe
Am 18. November 1899 wurde ihm die Ehrendoktorwürde der Theologischen Fakultät der Universität Bern verliehen. Ein Jahr später wurde Goetz zum Professor am Bischöflichen Seminar in Bonn berufen, 1902 dann auf den neu errichteten Lehrstuhl für philosophische Propädeutik, heute Lehrstuhl für alt-katholische Theologie an der Universität Bonn. Goetz publizierte eine Reihe von Schriften, darunter ein Lebensbild seines theologischen Lehrers Franz Heinrich Reusch, eine quellenmäßige Darstellung des Ultramontanismus und eine Untersuchung zur Weltanschauung und Wirksamkeit Papst Leo XIII. Ab 1907 leitete er den Deutschen Merkur und das Alt-katholische Volksblatt.

### Slawist
Goetz wandte sich ab 1901 immer mehr der Slawistik zu. Er regte 1901 die Gründung einer Zeitschrift für osteuropäische Geschichte an, die zehn Jahre später mit ihm als Mitherausgeber erschien. Erstmals reiste er 1903 zu einem Slawistenkongress nach Sankt Petersburg. Er begann Russisch, Altbulgarisch, Bulgarisch, Ruthenisch und Serbokroatisch zu lernen und auch zu lehren. Seine Übersetzung des russischen Rechts des 12. Jahrhunderts – der Russkaja Prawda – erschien 1910 bis 1913 in vier Bänden. Im Jahr 1913 ernannte ihn die Juristische Fakultät der Universität Kiew zum Ehrendoktor. Im selben Jahr wurde er in die „Kaiserliche Gesellschaft für Geschichte und Altertümer Russlands“ in Moskau gewählt.
Auf Antrag der Philosophischen Fakultät der Universität Bonn erteilte ihm das preußische Ministerium 1914 einen Lehrauftrag für „Osteuropäische Geschichte und Landeskunde“. Der alt-katholischen Theologie und seiner Kirche entfremdete sich Goetz jedoch mehr und mehr. Er geriet in Konflikt mit Bischof Theodor Weber, die Gründe hierfür sind aus den Quellen nicht mehr erkennbar. Im Jahr 1912 legte er sich mit führenden Männern der Jungmannschaften an, die Erwin Kreuzer gerne im Bischofsamt gesehen hätten. Nach heftigen Auseinandersetzungen legte er die Redaktion des Volksblattes und des Deutschen Merkurs nieder. In diesem Zusammenhang charakterisierte ihn der evangelische Theologe Friedrich Nippold, ein ausgesprochener Freund des Alt-Katholizismus, als: „ein hochbegabter, leistungsfähiger, aber durch und durch krankhaft angelegter Mann.“ Kürschners Deutscher Gelehrten-Kalender führt ihn in seiner Ausgabe von 1928/29 nur mehr als Historiker und Slawisten, nicht aber als Theologen auf.

### Tod
Leopold Karl Goetz starb im April 1931 in Bonn als bekannter und geachteter Slawist; sein theologisches Werk wurde in den Nachrufen jedoch kaum gewürdigt, es war schon zu seinen Lebzeiten fast in Vergessenheit geraten.

## Werke
Auflistung nach Urs Küry und DNB.
Theologische Schriften (Auswahl)
- Grundfragen zur römisch-katholischen Sozialreform. Bonn 1892.
- Die Bußlehre Cyprians. Eine Studie zur Geschichte des Bußsakraments. Königsberg 1895.
- Die geschichtliche Stellung und Aufgabe des Altkatholizismus. Leipzig 1896.
- Leo XIII. Seine Weltanschauung und seine Wirksamkeit, quellenmäßig dargestellt. Fr. A. Perthes, Gotha 1899.
- Franz Heinrich Reusch (1825–1900). Eine Darstellung seiner Lebensarbeit. Gotha 1900.
- Der Ultramontanismus als Weltanschauung auf Grund des Syllabus quellenmäßig dargestellt. Bonn 1905.
- Klerikalismus und Laizismus. Das Laienelement im Ultramontanismus. Frankfurt am Main 1906.

Slawistische Schriften (Auswahl)
- Geschichte der Slavenapostel Konstantinus (Kyrillus) und Methodius. Perthes, Gotha 1897.
- Staat und Kirche in Altrußland. Berlin 1908.
- Deutsch-russische Handelsverträge des Mittelalters. Friederichsen, Hamburg 1916.
- Volkslied und Volksleben der Kroaten und Serben. Carl Winter, Heidelberg [o. J.]
- Deutsch-russische Handelsgeschichte des Mittelalters. Lübecker Verlagsanst. Otto Waelde, Lübeck 1922.
- Jugoslawien als Reiseland. Bonner Universitäts-Buchdr. Gebr. Scheur, Bonn 1925.